# (4062) Schiaparelli
(4062) Schiaparelli est un astéroïde de la ceinture principale.

## Description
(4062) Schiaparelli est un astéroïde de la ceinture principale. Il fut découvert à l'observatoire San Vittore le 28 janvier 1989 à Bologne. Il présente une orbite caractérisée par un demi-grand axe de 2,2426 UA, une excentricité de 0,1492 et une inclinaison de 6,9043° par rapport à l'écliptique.
Il fut nommé en hommage à l'astronome italien Giovanni Schiaparelli.

## Compléments